# Монтейг (окръг, Тексас)
Окръг Монтейг (на английски: Montague County) е окръг в щата Тексас, Съединени американски щати. Площта му е 2429 km², а населението - 19 117 души (2000). Административен център е град Монтейг.